# Fritz Walter (1960)
Fritz Walter (Mannheim, 21 juli 1960) is een voormalig Duits profvoetballer. Hij is de naamgenoot van voormalig Kaiserslautern-speler Fritz Walter die in 1954 wereldkampioen werd.

## Clubcarrière
Walter begon in 1965 met voetballen bij SG Hohensachsen. In 1976 maakte hij de overstap naar FV Weinheim. Na vijf jaar actief te zijn geweest op amateurniveau maakte hij in 1981 de overstap naar het profvoetbal bij Waldhof Mannheim in de 2. Bundesliga. Met Mannheim promoveerde hij na twee seizoenen naar de Bundesliga. Hij maakte indruk met zijn doelpunten, waardoor hij in 1987 werd gecontracteerd door VfB Stuttgart. Daarmee bereikte hij in 1989 de finale van de UEFA Cup tegen het Napoli van Maradona. In 1992 werd hij met Stuttgart landskampioen en persoonlijk topscorer van de Bundesliga. Na zijn transfer naar Arminia Bielefeld werd hij in 1996 ook nog eenmaal topscorer van de 2. Bundesliga. In 1999 sloot hij zijn loopbaan af bij SSV Ulm 1846.

## Interlandcarrière
Walter behoorde tot de selectie die namens West-Duitsland in 1988 deelnam aan het voetbaltoernooi op de Olympische Spelen in Seoel. Hij scoorde één keer dat toernooi en won met de ploeg onder leiding van bondscoach Hannes Löhr de bronzen medaille door Italië in de troostfinale te verslaan.

## Erelijst
Met VfB Stuttgart:
- Bundesliga: 1991/92

Met West-Duits olympisch elftal:
- Bronzen medaille: 1988

Persoonlijk:
- Topscorer Bundesliga: 1991/92
- Topscorer 2. Bundesliga: 1995/96

## Trivia
- De mascotte van VfB Stuttgart, Fritzle, werd vernoemd naar Fritz Walter.[1]